# Magische pijp
De magische pijp is een verborgen aanpassing gemaakt aan de olie-waterseparator of ander vervuilend instrument aan boord van een schip. Door de pijp worden vervuilende vloeistoffen rechtstreeks in het water gestort. Het is in strijd met de maritieme vervuilingsregelgeving, de Marpol.
Het systeem wordt zelfgemaakt aan boord van een schip door middel van buizen en pompen. Door het mechanisme kunnen grote volumes vervuilde vloeistoffen rechtstreeks in de zee geloosd. Schepen worden verplicht verslagen te maken van hun afvalstroom en afvalverwerking. Bij het gebruik van een magische pijp zijn die verslagen vervalst. Zo kunnen ze de hoge belastingen op het afval dat ze in de haven moeten afgeven ontduiken.
In de Verenigde Staten staan er zware boetes en gevangenisstraffen voor het gebruik van magische pijpen. Dit weerspiegelt de ernstige consequenties die magische pijpen hebben op het milieu. De overtredingen zijn niet makkelijk te onderzoeken en komen vaak aan het licht door klokkenluiders.
In december 2010 deelde de United States Coast Guard mee dat er nog strengere straffen uitgedeeld gingen worden voor overtreders.